# Тихий Дон (Воронежская область)
Ти́хий Дон — хутор в Богучарском районе Воронежской области.
Входит в состав Филоновского сельского поселения.

## География
Хутор находится на правом берегу реки Дон.

## История
Населён в середине XVIII века выходцами из Богучара. Упоминается в документах 1779 года. В 1940 году хутор Свинюха переименован в Тихий Дон.

## Население
| 1859 | 1897 | 2005 | 2010 |
| ---- | ---- | ---- | ---- |
| 513  | ↗656 | ↘43  | ↗48  |

## Улицы
На хуторе имеется одна улица — Донская.